# 크라스노다르 변경주

크라스노다르 변경주의 소형 국장

크라스노다르 변경주(러시아어: Краснода́рский край 크라스노다르스키 크라이[*], IPA: [krəsnɐˈdarskʲɪj kraj])는 러시아의 연방주체 (변경주)이다. 러시아 남부의 북캅카스 지역에 위치하며 행정적으로 남부 연방관구의 일부이다. 그것의 행정중심은 크라스노다르의 도시이다. 인구가 3번째로 많은 연방주체이며, 2021년 인구 조사에 따르면 인구는 5,838,273명이었다.
크라스노다르 변경주는 공식적으로나 비공식적으로 쿠반(러시아어: Кубань)이라고 불리며, 이 용어는 주로 변경주 내에 있는 아조프해와 쿠반강 사이에 위치한 쿠반의 역사적 지역을 나타낸다. 북쪽으로는 로스토프주, 동쪽으로는 스타브로폴 변경주, 남동쪽으로는 카라차예보체르케스카야 공화국과 접해 있다. 아디게야 공화국은 전적으로 변경주 내에 있는 월경지다. 크라스노다르 변경주는 조지아 및 부분적으로 인정된 압하지야 공화국과 남쪽으로 국제적인 국경을 공유하고, 케르치 해협을 가로질러 서쪽으로 러시아가 합병한 크림반도와 국경을 접하고 있다.
변경주의 북부는 돈 스텝의 일부를 차지하는 반면, 남부는 독특한 지중해성 기후를 가지고 있어 인기 있는 관광 장소가 되었다. 노보로시스크는 흑해에 있는 러시아의 주요 항구로, 영웅 도시의 칭호를 받은 몇 안 되는 도시 중 하나이다.
그리고 소치는 2014년 22번째 동계 올림픽의 개최국이었다. 크라스노다르 변경주는 러시아 해군의 흑해 함대의 중요한 기반 시설의 본거지이다.

## 주민
- 러시아인 86.6 % (443만 6,272명)
- 아르메니아인 5.36 % (27만 4,566명)
- 우크라이나인 2.57 % (13만 1,774명)
- 그리스인 0.52% (2만 6,540명)
- 벨라루스인 0.51 % (2만 6,260명)
- 타타르인 0.5 % (2만 5,589명)
- 기타 3.91 % (20만 396명)

| 민족           | 2002년도의 인구 수(*보관됨 2012-01-26 - 웨이백 머신) |
| -------------- | ---------------------------------------------------- |
| 러시아인       | 4436,3 (86,6 %)                                      |
| 아르메니아인   | 274,6 (5,4 %)                                        |
| 우크라이나인   | 131,8 (2,6 %)                                        |
| 그리스인       | 26,5                                                 |
| 벨라루스인     | 26,3                                                 |
| 타타르인       | 25,6                                                 |
| 조지아인       | 20,5                                                 |
| 독일인         | 18,5                                                 |
| 아디게인       | 15,8                                                 |
| 튀르키예인     | 13,5                                                 |
| 아제르바이잔인 | 11,9                                                 |
| 집시           | 10,9                                                 |
| 몰도바인       | 6,5                                                  |
| 쿠르드인       | 5,0                                                  |
| 모르드바인     | 4,9                                                  |
| 체르케스인     | 4,4                                                  |
| 예지디         | 4,4                                                  |
| 추바시인       | 4,1                                                  |
| 오세트인       | 4,1                                                  |
| 아시리아인     | 3,8                                                  |
| 레즈긴인       | 3,8                                                  |
| 우드무르트인   | 3,4                                                  |
| 한국인         | 3,3                                                  |
| 샵수그인       | 3,2                                                  |
| 불가리아인     | 3,1                                                  |
| 폴란드인       | 3,0                                                  |
| 유대인         | 2,9                                                  |
| 체첸인         | 2,9                                                  |
| 마리인         | 2,7                                                  |
| 크림 타타르인  | 2,6                                                  |
| 우즈베크인     | 2,2                                                  |
| 바시키르인     | 2,1                                                  |
| 압하스인       | 2,0                                                  |
| 아바르인       | 1,5                                                  |
| 카자흐인       | 1,3                                                  |
| 타바사란인     | 1,3                                                  |
| 타지크인       | 1,2                                                  |
| 에스토니아인   | 1,1                                                  |
| 코미페르먀크인 | 1,1                                                  |
| 함셰니스인     | 1,0                                                  |

## 인구
| 연도                | 인구      | ±%     |
| ------------------- | --------- | ------ |
| 1926                | 2,934,000 | —      |
| 1959                | 3,762,499 | +28.2% |
| 1970                | 4,509,807 | +19.9% |
| 1979                | 4,814,835 | +6.8%  |
| 1989                | 5,113,148 | +6.2%  |
| 2002                | 5,125,221 | +0.2%  |
| 2010                | 5,226,647 | +2.0%  |
| 2021                | 5,838,273 | +11.7% |
| Source: Census data |           |        |